# Luc Mojon
Luc Henry Daniel Mojon (* 30. Juli 1925 in Bern; † 20. April 2011; heimatberechtigt in Les Hauts-Geneveys) war ein Schweizer Kunsthistoriker.

## Leben und Wirken
Mojon absolvierte 1945 am Städtischen Gymnasium Bern die Matura Typus C. Ab dem Wintersemester 1945/1946 studierte er Kunstgeschichte, Archäologie und Neudeutsche Literaturgeschichte an der Universität Bern. Während des Studiums unternahm er Studienreisen nach Italien, Frankreich, Deutschland und England. 1953 wurde er bei Hans R. Hahnloser mit einer Schrift zum Münsterbaumeister Matthäus Ensinger promoviert. 1968 wurde er in Bern für „Kunstgeschichte des Mittelalters, besonders Architektur und Denkmalpflege“ habilitiert. Mojon war ab 1969 ausserordentlicher und ab 1971 ordentlicher Professor am Institut für Kunstgeschichte der Universität Bern, wo er die Abteilung Architekturgeschichte und Denkmalpflege errichtete und leitete. Er befasste sich besonders mit der Geschichte des Berner Münsters und mit der Benediktinerabtei  St. Johannsen.

## Schriften (Auswahl)
- Wangen an der Aare (= Schweizerische Kunstführer. H. 28). Gesellschaft für Schweizerische Kunstgeschichte, Basel 1955; 2., verbesserte Auflage 1971.
- Luc Mojon: Die Kunstdenkmäler des Kantons Bern. Das Berner Münster. Hrsg.: Gesellschaft für Schweizerische Kunstgeschichte (= Die Kunstdenkmäler der Schweiz. Band 44). Band 4. Birkhäuser Verlag, Basel (451 S., biblio.unibe.ch [PDF; 60,3 MB; abgerufen am 12. Februar 2018]).
- hrsg. mit Ellen Beer, Paul Hofer: Festschrift Hans R. Hahnloser zum 60. Geburtstag 1959. Birkhäuser, Basel 1961.
- Der Münsterbaumeister Matthäus Ensinger. Studien zu seinem Werk (= Berner Schriften zur Kunst. Band 10). Benteli, Bern 1967 (zugleich: Dissertation, Universität Bern, 1953).
- mit Paul Hofer: Die Kirchen der Stadt Bern. Antonierkirche, französische Kirche, Heiliggeistkirche und Nydeggkirche. Birkhäuser, Basel 1969.
- St. Johannsen – Saint-Jean de Cerlier. Beiträge zum Bauwesen des Mittelalters aus den Bauforschungen in der ehemaligen Benediktinerabtei 1961–1984. Staatlicher Lehrmittelverlag, Bern 1986.
- Martin Hesse: Album. Bildauswahl und Begleittexte von Luc Mojon. Emmentaler Druck, Langnau 1987.
- Mit Christoph Schläppi, Bernhard Furrer, Brigitte Kurmann-Schwarz: Das Berner Münster (= Schweizerische Kunstführer. H. 238/239). Gesellschaft für Schweizerische Kunstgeschichte, Bern 1993.
- Michelangelo. Die Entwürfe zu San Giovanni dei Fiorentini. Lang, Bern 2009.